# Egentliga taggsvansekorrar
Egentliga taggsvansekorrar (Anomalurus) är ett släkte gnagare med fyra arter som förekommer i Afrika.

## Beskrivning
Till utseendet liknar dessa djur flygekorrar, men egentliga taggsvansekorrar tillhör inte ekorrfamiljen och de är inte heller närmare släkt med ekorrar. Kroppslängden varierar från 22 till 43 cm och därtill kommer en 15 till 45 cm lång svans. Beroende på art är vikten 450 till 2000 g. Arterna har ett flygmembran och kan glidflyga från träd till träd. Enligt bekräftade källor seglar de upp till 100 meter och i obekräftade berättelser nämns upp till 250 meter. Namnet syftar på svansens undersida som delvis är täckt av fjäll där varje fjällplatta är utrustade med en tagg. Taggarna och de skarpa klorna som finns vid varje tå används främst för att hålla sig fast i trädens bark. Pälsfärgen på ovansidan varierar mellan grå, brun och svart. Undersidan är allmänt ljusare.
Egentliga taggsvansekorrar är aktiva på natten och vilar på dagen i trädens håligheter. Födan utgörs av olika växtdelar som bark, frukter, blommor och nötter men även av insekter. Per kull föds oftast en och sällan två eller tre ungar.

## Systematik
Fyra arter är beskrivna: Svenska trivialnamn enligt Curry-Lindahl (1984).
- Rödbukig taggsvansekorre (Anomalurus beecrofti), västra och centrala Afrika.
- Anomalurus pelii, Västafrika.
- Derbys taggsvansekorre (Anomalurus derbianus), östra och centrala Afrika.
- Anomalurus pusillus, Centralafrika.

Den förstnämnda arten listas ibland i ett eget släkte, Anomalurops.